# Regiment Van Heutsz
Het Regiment Van Heutsz, opgericht op 1 juli 1950, is vernoemd naar luitenant-generaal Van Heutsz. Het is de opvolger van het Koninklijk Nederlandsch-Indisch Leger (KNIL) en zet de tradities van dit leger voort. Ook draagt het de tradities van het NDVN, Nederlands Detachement Verenigde Naties, dat in de Koreaanse Oorlog vocht. Het regiment bestaat tegenwoordig uit het 12e Infanteriebataljon Luchtmobiel (AirAsSauLT). Het Regiment Van Heutsz is het moederregiment van het Haagsch Studenten Schutters Korps 'Pro Libertate', de Haagse studentenweerbaarheid.

## Geschiedenis
Gebruikte afkortingen:
- RVH = Regiment Van Heutsz
- InfBevCie = Infanterie Beveiligingscompagnie RVH
- PainfBat = Pantserinfanterie bataljon
- KNIL = Koninklijk Nederlandsch-Indisch Leger
- NDVN = Nederlands Detachement Verenigde Naties
- LMB = Luchtmobiel

### Nederlands-Indische leger

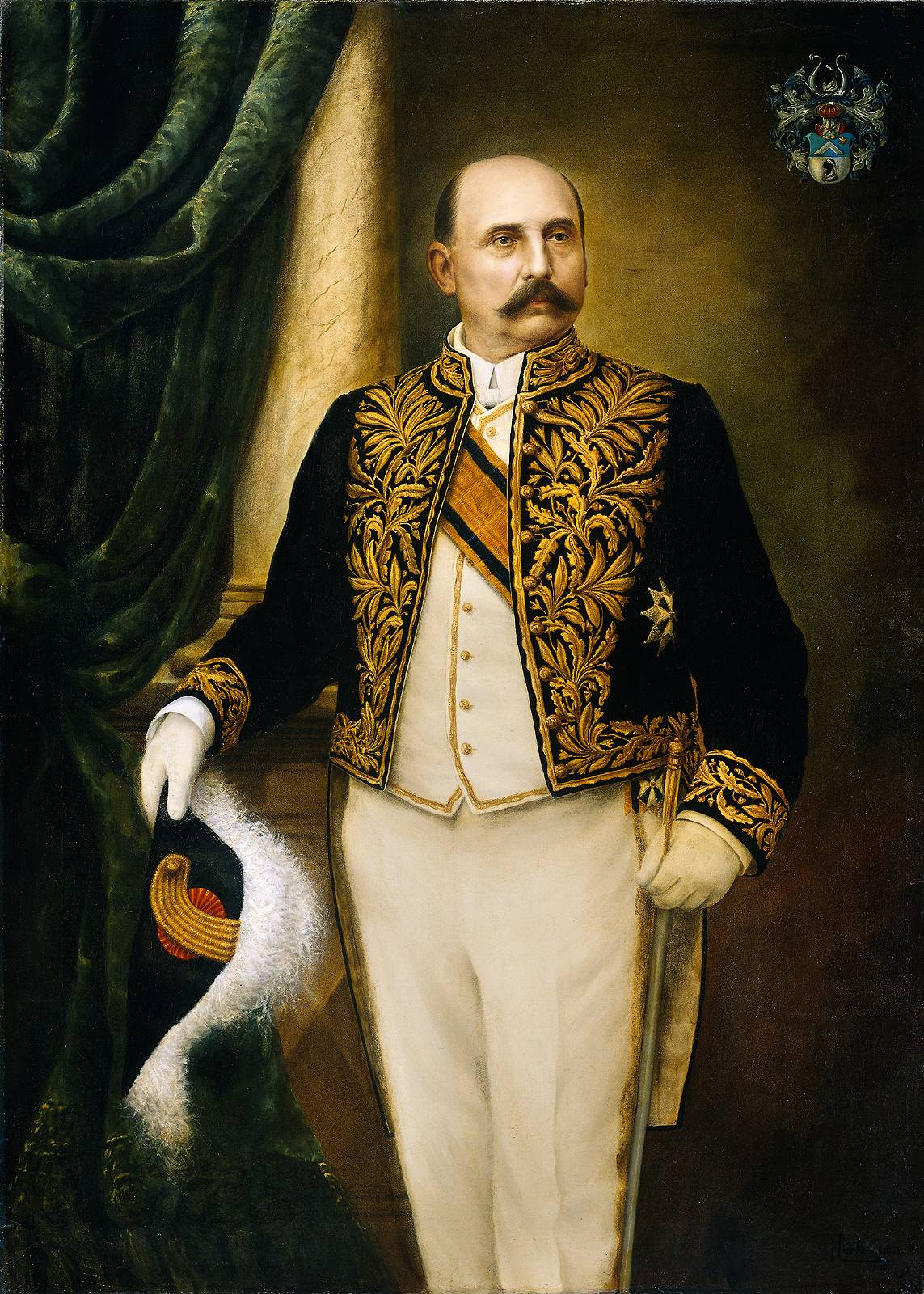
Naamgever Van Heutsz

In 1832 werd het Nederlands-Indische leger opgericht door gouverneur-generaal Van den Bosch. Op 4 december 1830 stelde hij de nieuwe organisatie van de strijdkrachten in Indië vast in een Algemene Marsorder voor het Nederlands-Oost-Indisch Leger. In 1832 werd deze marsorder bij Koninklijk Besluit bekrachtigd en was het Oost-Indische leger een feit. In de beginjaren had het KNIL het karakter van een soort vreemdelingenlegioen. Expedities waaraan het Indische leger deelnam waren onder meer de expedities naar Bali in 1846 en 1849. Het KNIL bestond toen uit 19 bataljons infanterie, 8 eskadrons cavalerie, 15 compagnieën berg- en veldartillerie en compagnieën genie.
Tot aan de Tweede Wereldoorlog heeft het Nederlands-Indische leger Nederlands-Indië gecontroleerd maar het werd in 1950 na de onafhankelijkheid van Indonesië opgeheven. Op 1 juli 1950 werd de oprichting van het Regiment Van Heutsz een feit en werd het Regiment belast met de voortzetting van de tradities van het Koninklijk Nederlands-Indisch leger. Ter herinnering aan de verrichtingen in Nederlands-Indië is op het vaandel van het Regiment Van Heutsz het opschrift Krijgsverrichtingen Koninklijk Nederlands-Indisch Leger 1832-1950 bevestigd. Op het vaandel prijken ook de Militaire Willems-Orde en de Atjeh-medaille die voor krijgshandelingen op Bali en Atjeh aan onderdelen van het KNIL werden verleend. Het Regiment Van Heutsz zet ook de tradities van onder meer het beroemde zevende en derde bataljon infanterie voort, die respectievelijk in 1849 en 1877 de vaandels met de Militaire Willems-Orde bekroond zagen.

### Koreaanse Oorlog

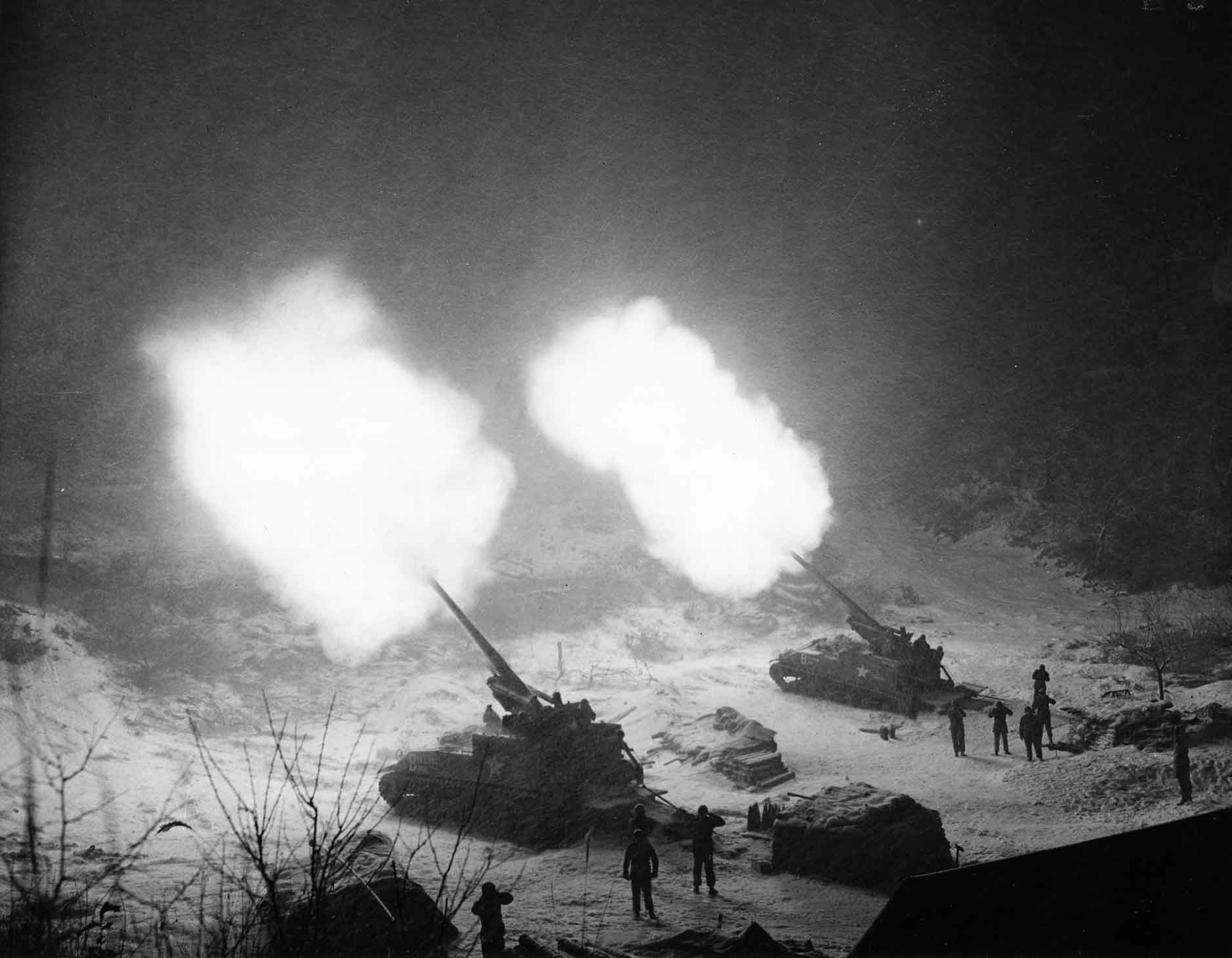
Koreaanse Oorlog

De oprichting van het Regiment Van Heutsz was in 1950 niet interessant. Media en legerleiding hadden alleen interesse in het conflict in Korea. De Verenigde Naties riep de lidstaten op om Amerikaanse troepen in Korea te ondersteunen en al deze militaire acties aldaar zouden onder de vlag van de Verenigde Naties plaatsvinden.
In augustus 1950 zegde de Nederlandse Regering een infanterie-eenheid toe en was de vorming van het Nederlands Detachement Verenigde Naties (NDVN) een feit. Voor deze eenheid werden vrijwilligers gevraagd. Op 15 oktober 1950 werd het NDVN ingedeeld bij het toen nog administratieve Regiment Van Heutsz. Voortaan ging het NDVN door het leven als het Van Heutsz Bataljon. Op 26 oktober 1950 vertrok het bataljon met Hr.Ms. Zuiderkruis naar Korea. Op 23 november 1950 kwam het bataljon in de havenstad Pusan aan land. Aanvankelijk leek het rustig maar in oktober wisten Noord-Koreaanse troepen met hulp van China de VN-troepen terug te werpen over de 38e breedtegraad. Het NDVN bataljon werd ingedeeld bij het 38th US Infantry Regiment van de 2nd US Infantry Division. De indianenkop was het symbool van 2nd US InfDiv en werd ook het symbool voor het NDVN.
In de laatste week van 1950 was het bataljon in de voorste linie en waren de omstandigheden voor de militairen duidelijk. De kou was ondragelijk, de temperatuur 's nachts ging naar zo'n 20 a 30 graden onder nul en alle lessen uit Nederlands-Indië waren niet in het voordeel van de Nederlanders. Hoewel men gedurende de gehele Koreaanse Oorlog een relatief hoog aantal krijgsgevangenen kon maken ging dit ten koste van grote verliezen aan eigen kant. Het bataljon was vooral actief in de Wonju regio en leverde daar gevechten met Noord-Koreaanse troepen. Na een zware aanval van Chinese troepen moest de VN zijn troepen terugtrekken uit de Massacre Valley (bloedbadvallei) naar Hoengsong. Het bataljon wist de terugtocht met succes te dekken maar leed zware verliezen. Ook rond Hoengsong werd gestreden tegen een overmacht aan vijand. Een van de eerste Nederlanders die daar sneuvelden was de bataljonscommandant Den Ouden, die postuum werd onderscheiden met de Militaire Willems-Orde. Met hem sneuvelden nog 17 andere Nederlanders. Heuvel 325 was een van de plaatsen waar de Nederlandse troepen man-tegen-mangevechten leverden.
Voor de prestaties van het bataljon in Hoengsong en Wonju kreeg het de hoogste Amerikaanse onderscheiding voor een legereenheid; de Distinguished Unit Citation (DUC). Een blauwe 'battlestreamer' met de naam van de slag "Hoengsong-Wonju" werd op 9 augustus 1951 door de bevelhebber van het 8ste Leger, Generaal James A. van Fleet, aan de Nederlandse vlag bevestigd. Voor de gevechtsacties tijdens de Chinese voorjaarsoffensieven in april/mei 1951 ontving het NDVN een tweede DUC; de streamer met de naam "Soyang" werd aan de Nederlandse vlag bevestigd tijdens de uitreiking in november 1951. 
In oktober 1951 leverde het bataljon een aandeel in de verovering van Heartbreak Ridge met aanvallen op de heuvels 605 en 905 in de Mundungni-vallei. Met de aanvallen op de heuvels Silverstarhill (dec. 1951) en Starhill (18 febr. 1952), in de IJzeren Driehoek bij Kumwha, maakte het NDVN binnen de divisie grote indruk. Na de gevechtshandelingen ging het bataljon op rust en kreeg het een bewakingstaak in het krijgsgevangenenkamp op het eiland Koje Do. Na deze rustpauze ging het Bataljon terug in de strijd en wel gedurende een tien weken durende frontperiode bij Nudae. In juli 1953 ging de oorlog zijn laatste fase in; de wapenstilstand kwam dichterbij. Bij de gevechten om heuvel 340 Stinky-Hill vielen de laatste Nederlandse slachtoffers, een dag voor de wapenstilstand van 27 juli 1953. In totaal sneuvelden 125 Nederlanders en raakten er 5 vermist. Het bataljon keerde op 15 december 1954 terug naar Nederland. De naam Van Heutsz zou altijd met Korea verbonden zijn en met de moed van de mannen van het bataljon. De banden tussen het Regiment Van Heutsz en de oud-Koreagangers blijft voortbestaan in de Vereniging Oud Korea Strijders (VOKS) en op het regimentsvaandel staat het opschrift Korea 1950-1954.

### Koude Oorlog

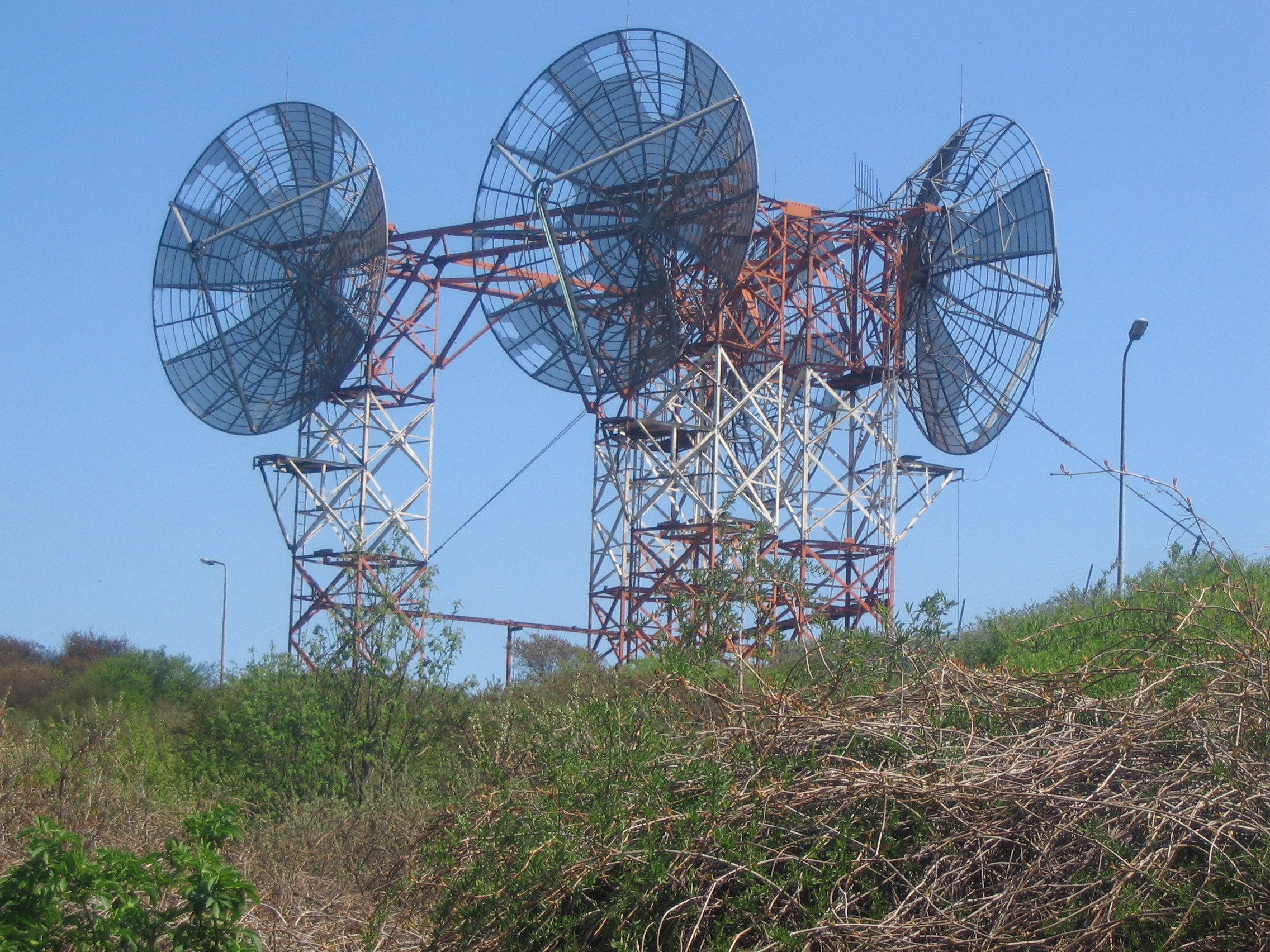
Straalzender Hoek van Holland, gebruikt om berichten door te zenden tijdens de Koude Oorlog

In de nieuwe vredesorganisatie van de toenmalige Koninklijke Landmacht van 1950 waren 7 nieuwe infanterieregimenten opgenomen. Deze regimenten hadden alle een historische naam; een daarvan was het Regiment Van Heutsz. De eerste legerplaats voor het regiment was de Elias Beeckmankazerne te Ede. In eerste instantie was het Regiment een administratieve eenheid maar de inzet in Korea bracht daar al snel verandering in. In 1953 kreeg het Regiment vast vorm met de opleiding van NDVN personeel. Ook kreeg het regiment de opleiding van de Surinamecompagnieën onder zijn hoede. Het regiment verhuisde van Ede naar Oirschot en was verantwoordelijk voor het opleiden van drie Surinamecompagnieën per jaar. In Suriname vielen de compagnieën echter onder het Regiment Infanterie Oranje-Gelderland (RIOG), omdat men de naam "Van Heutsz" te sterk verbonden vond met het koloniale verleden. Nadat in 1954 de laatste militairen uit Korea waren teruggekeerd, ging de vlag van het NDVN over in handen van het Regiment Van Heutsz.
In januari 1955 werd het Bewakingskorps Koninklijke Landmacht (BKL) ondergebracht bij het regiment. Het bestond toen uit 17 compagnieën en 1 detachement. Het nieuwe embleem van Van Heutsz (de zon) werd ingevoerd en in januari 1953 kreeg het regiment, vanwege de instroom van dienstplichtigen, de beschikking over een eigen opleidingseenheid op de Havenkazerne te Schoonhoven. In 1959 had het regiment 12.000 man onder registratie. Aan het einde van de jaren vijftig organiseerde het regiment haar eerste jaarlijkse sportdag, schietdag en traditieweek; dit was eveneens in die tijd dat de Sint Nikolaasactie bedacht werd. Deze actie was in eerste instantie opgezet om de banden met Bronbeek te verstevigen maar zou later voor diverse sociale doelen gebruikt worden. In 1959 kregen de bewakingscompagnieën de toevoeging mobiel om aan te geven dat het ging om beveiliging door patrouillering. De compagnieën, ook wel Infanterie Beveiligings Compagnieën (IBC) genoemd, kregen de nummers 420 t/m 434. De mobilisabele compagnieën begonnen met een 3. In maart 1960 werd het Tamboer- en trompetterkorps Regiment Van Heutsz opgericht.

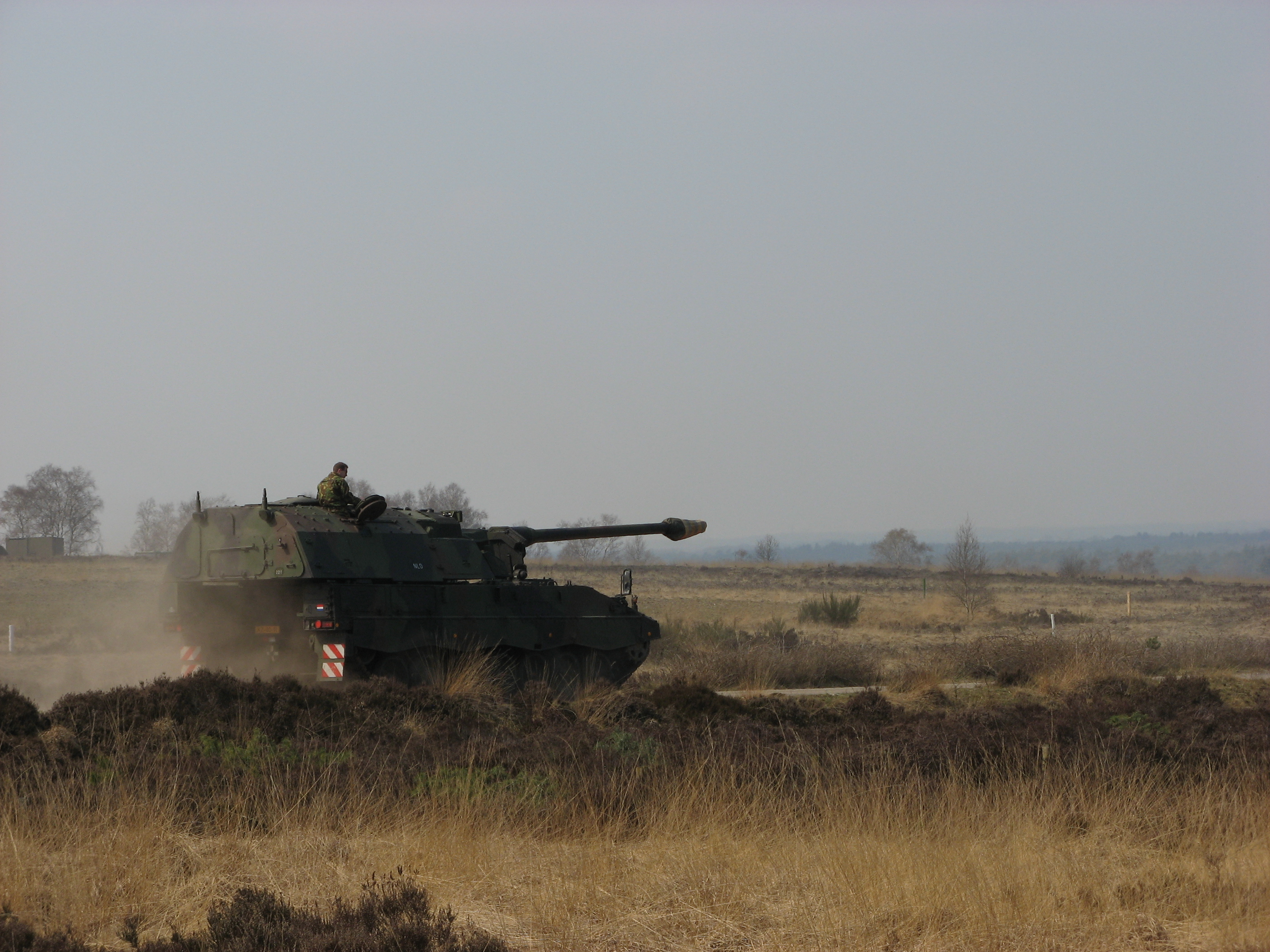
Oefeningen op de hei bij 't Harde

Aan het begin van de jaren 1960 kreeg een aantal IBC'en een nieuwe taak. Er werden 4 afdelingen veldartillerie, 19, 49 (legerplaats 't Harde) en 109 en 119 (legerplaats Havelte) uitgerust met het Honest John raketsysteem en met 8 inch houwitsers. Deze bewapening had een nucleaire capaciteit. Eind jaren 1970 werd de Honest John vervangen door de Lance-raket. Het eentonige, simpele bewakingswerk van de atoomkoppen werd jarenlang opgedragen aan vele dienstplichtigen van 425, 434 en 435 IBC. Deze eenheden waren aangewezen voor bewaking van de opslag en het transport van de nucleaire wapens in vredes- en oorlogstijd. Nederland kende toen drie Special Ammunition Storages (SAS), opslagplaatsen voor atoomwapens. De vliegbasis Volkel, die door Luchtmacht Beveiligingspersoneel werd bewaakt en de locaties 't Harde en Havelte die door 425 en 434 IBC werden bewaakt. In West-Duitsland was 435 IBC samen met een Belgische eenheid verantwoordelijk voor de locatie Büren. 435 IBC was daar gelegerd op de Stockerbusch kazerne en hield aan deze plaats de naam Breda/Büren compagnie over.
In 1964 verloor het regiment de Surinamecompagnie, de opleiding in Schoonhoven en een aantal administratieve eenheden en bestond het uitsluitend uit IBC'en. In 1967 kreeg het Regiment de opleidingschool terug met de oprichting van het OCA (opleidingscentrum Algemeen) op de Koning Willem I Kazerne te 's-Hertogenbosch. In 1966 werd het 48e Pantser Infanterie Bataljon (Painfbat) opgericht. Het 48e Painfbat Van Heutsz maakte deel uit van de 4e divisie met een verdedigingstaak in de Noord-Duitse laagvlakte in West-Duitsland. Het 48e verkreeg in de jaren zeventig enige bekendheid bij haar bewakingstaak rond de treinkaping bij De Punt en ging in 1971 over naar de 1e divisie. Begin jaren 1970 kwam een aantal IBC'en door slecht gemotiveerd dienstplichtig personeel in opspraak wegens incidenten tijdens de sitewacht. De compagnieën 425, 434 en 435 werden daarop van hun sitewacht ontheven en kregen andere taken. De InfBevCie's gingen in die jaren van het 1e legerkorps over naar het Nationaal Territoriaal Commando (NTC). Toen in 1993 de opkomstplicht werd opgeschort en vanaf 1996 geen dienstplichtigen meer werden opgeroepen, werd het Nederlandse leger een organisatie van beroepsmilitairen. Na de val van de muur in 1989 verviel de dreiging van de Koude Oorlog en brachten reorganisaties veranderingen binnen het Regiment aan.

## Het hedendaagse Regiment

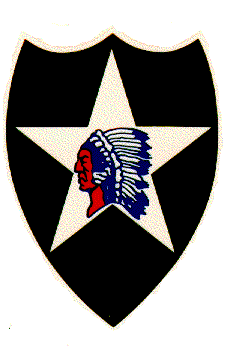
Het Indianhead embleem van het NDVN

Alle IBC's werden opgeheven en in mei 1991 kwam het 45e pantserinfanterie bataljon in de gelederen van het regiment. In 1992 droeg het 48e Painfbat de regimentsvlag over aan het 45e Painfbat; dit betekende ook de opheffing van het 48e Painfbat en de Koning Willem I kazerne. Het 45e Painfbat zou de tradities en het regimentsvaandel voeren. In 1994 werd het Regiment Van Heutsz weer aan een andere operationele eenheid toegewezen. Met de oprichting van 11 Luchtmobiele Brigade Air Assault 7 December (11 LMB) werd besloten het regimentsvaandel en de tradities van 45e Painfbat over te nemen en toe te wijzen aan een bij deze brigade behorende eenheid; het 12e Infanteriebataljon Luchtmobiel gelegerd in de Oranjekazerne te Schaarsbergen en bestaat uit vier compagnieën:
- A Java-compagnie
- B Wonju-compagnie
- C Nudae-compagnie
- D Atjeh-compagnie

De eenheid werd inmiddels al uitgezonden naar Bosnië, Irak en Afghanistan. Hiermee wist 12 Infbat LMB nationaal en internationaal waardering te vergaren. Die waardering werd in 2019 vertaald in de toekenning van de vaandelopschriften Noord-Kandahar 2006 en Uruzgan 2006-2009. 

### Samarinda
In december 2000 werd 11 Luverdcie Samarinda officieel opgericht en ingelijfd in de tradities van het Regiment Van Heutsz. De naam van de eenheid stamt uit de Tweede Wereldoorlog toen personeel van de luchtverdedigingseenheid van het KNIL de vliegvelden Samarinda 1 en 2 tegen Japanse aanvallen verdedigde.
11 Luverdcie bestaat uit een
- stafgroep ten behoeve van aansturing en commandovoering
- radargroep uitgerust met het WALS radarsysteem
- 3 pelotons belast met de operationele taken

Om de luchtverdediging van de brigade te bundelen werden de voormalige Stingerpelotons van 11, 12 en 13 Infanteriebataljon opgeheven en in 11 Luverdcie Samarinda samengevoegd. De eenheid heeft als hoofdtaak het beschermen van personeel van 11 LMB tegen vliegtuig en helikopterdreigingen door middel van Stinger raketten. Daarnaast kan het personeel van de eenheid ook voor infanterietaken en als boordschutter aan boord van de helikopters van het CLSK worden ingezet. Al het bij 11 Luverdcie ingedeelde personeel krijgt daarom naast de luchtverdedigings opleiding ook opleiding tot basis infanterist en de CLSK boordschutter opleiding. Het personeel van 11 Luverdcie bestaat daarom deels uit infanteristen en deels uit luchtdoelartilleristen. Op 8 april 2011 werden details van aangekondigde bezuinigingen bekend waaronder onder andere de opheffing van 11 Luverdcie.